# Natalja Wenediktowna Lissowskaja

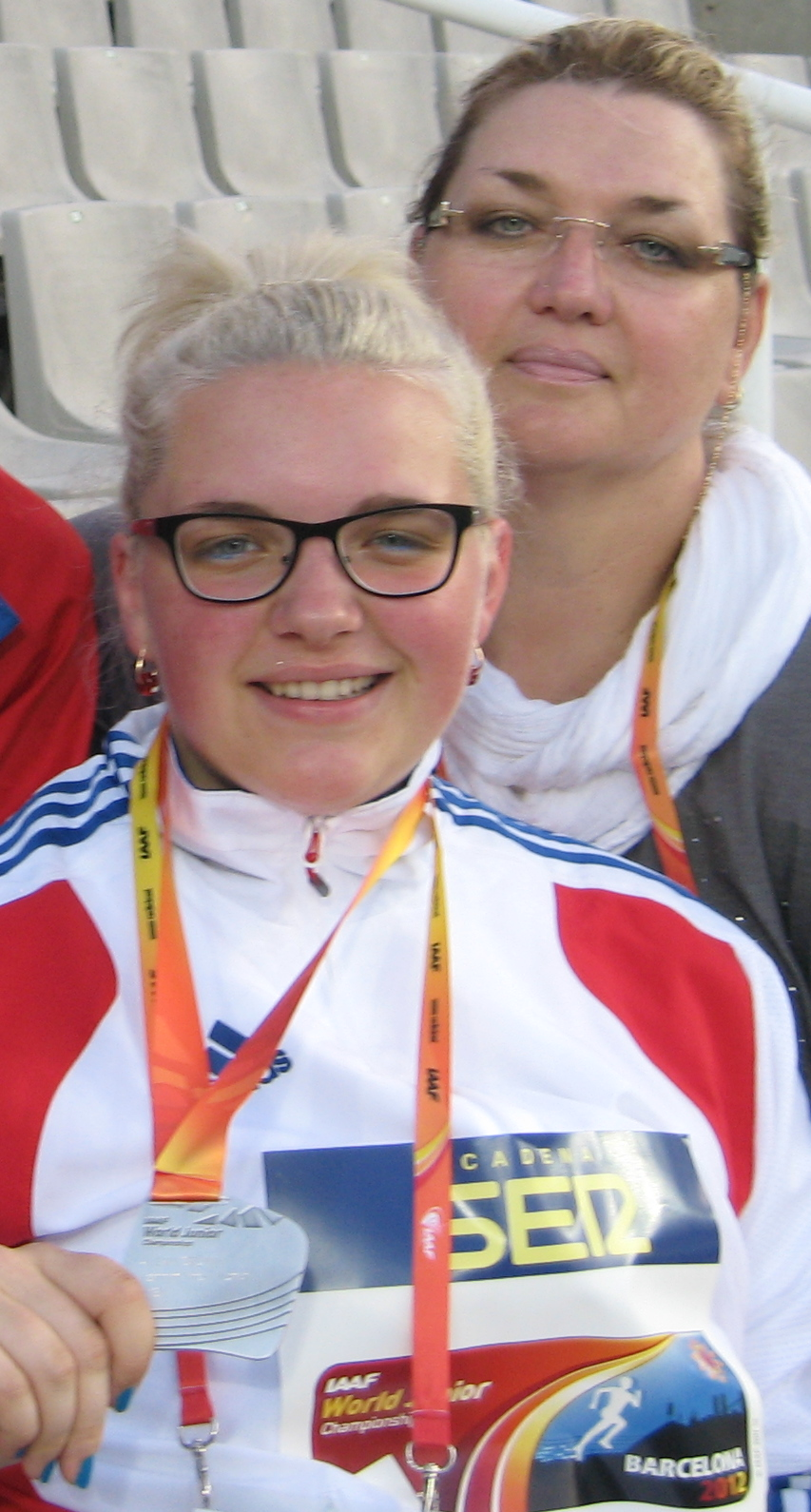
Natalja Lissowskaja mit ihrer Tochter Alexia Sedykh im Jahr 2012

Natalja Wenediktowna Lissowskaja (russisch Наталья Венедиктовна Лисовская; engl. Transkription Natalya Lisovskaya; * 16. Juli 1962 in Alegasy, Baschkirische ASSR, Russische SFSR, Sowjetunion) ist eine ehemalige russische Kugelstoßerin, die für die UdSSR Olympiasiegerin wurde.
Bei den Weltmeisterschaften 1987 in Rom gewann Lissowskaja die Goldmedaille vor Kathrin Neimke und Ines Müller (beide DDR). Auch bei den Olympischen Spielen 1988 in Seoul holte sie Gold vor Kathrin Neimke und Li Meisu (CHN). Es folgten zwei zweite Plätze bei den Europameisterschaften 1990 und den Weltmeisterschaften 1991.
Ihre am 7. Juni 1987 aufgestellte Bestweite von 22,63 m bedeuten bis dato den aktuellen Weltrekord. Er ist nach den Bestmarken über 800 Meter und 400 Meter der drittälteste Freiluftweltrekord in der Frauenleichtathletik.
Lissowskaja, die bis zu dessen Tod 2021 mit dem Hammerwerfer Jurij Sedych verheiratet war, lebt seit Anfang der 1990er-Jahre in Frankreich. Ihre gemeinsame Tochter Alexia Sedykh (* 1993) startet für Frankreich im Hammerwurf, siegte bei den Olympischen Jugend-Sommerspielen 2010 und wurde bei den Junioreneuropameisterschaften 2011 Dritte.

## Auszeichnungen
2013: Aufnahme in die IAAF Hall of Fame (gemeinsam mit ihrem Ehemann Jurij Sedych)